# Роберт Ковач
Роберт Ковач (хорв. Robert Kovač, МФА: [ˈrɔbɛrt ˈkɔʋaːtʃ], * 6 квітня 1974, Західний Берлін) — хорватський футболіст, захисник. Молодший брат іншого відомого хорватського футболіста, Ніко Ковача.
Насамперед відомий виступами за німецькі клуби «Баєр 04» та «Баварія», а також національну збірну Хорватії.
Дворазовий чемпіон Німеччини. Дворазовий володар Кубка Німеччини. Володар Міжконтинентального кубка.

## Клубна кар'єра
Народився у Західному Берліні в родині хорватських імігрантів. Вихованець берлінських футбольних шкіл  «Рапід-Веддінг» та «Герта» (Целендорф).
У дорослому футболі дебютував 1991 року виступами за команду клубу «Герта» (Целендорф), в якій провів чотири сезони, взявши участь у 112 матчах чемпіонату.
Протягом 1995—1996 років захищав кольори команди клубу «Нюрнберг».
Своєю грою за останню команду привернув увагу представників тренерського штабу клубу «Баєр 04», до складу якого приєднався 1996 року. Відіграв за команду з Леверкузена наступні п'ять сезонів своєї ігрової кар'єри. Більшість часу, проведеного у складі «Баєра», був основним гравцем захисту команди.
2001 року уклав контракт з клубом «Баварія», у складі якого провів наступні чотири роки своєї кар'єри гравця. Граючи у складі мюнхенської «Баварії» також здебільшого виходив на поле в основному складі команди. За цей час двічі виборював титул чемпіона Німеччини, ставав володарем Кубка Німеччини (також двічі).
Згодом з 2005 по 2009 рік грав у складі команд клубів «Ювентус» та «Боруссія» (Дортмунд).
Завершив професійну ігрову кар'єру у клубі «Динамо» (Загреб), за команду якого виступав протягом 2009—2010 років.

## Виступи за збірну
1999 року дебютував в офіційних матчах у складі національної збірної Хорватії. Протягом кар'єри у національній команді, яка тривала 11 років, провів у формі головної команди країни 84 матчі. 
У складі збірної був учасником чемпіонату світу 2002 року в Японії і Південній Кореї, чемпіонату світу 2006 року у Німеччині, а також чемпіонату Європи 2008 року в Австрії та Швейцарії.

## Титули і досягнення
- Чемпіон Німеччини (2):

«Баварія»: 2002-03, 2004-05
- Володар Кубка Німеччини (2):

«Баварія»: 2002-03, 2004-05
- Володар Міжконтинентального кубка (1):

«Баварія»: 2001
- Чемпіон Хорватії (1):

«Динамо» (Загреб): 2008-09
- Володар Кубка Хорватії (1):

«Динамо» (Загреб): 2008-09